# Pamięć statyczna

Komórka pamięci SRAM złożona z 6 tranzystorów CMOS

SRAM (ang. Static Random Access Memory), statyczna pamięć o dostępie swobodnym – typ pamięci półprzewodnikowej stosowanej w komputerach, służy jako pamięć buforująca między pamięcią operacyjną i procesorem.
Słowo „statyczna” oznacza, że pamięć SRAM przechowuje dane tak długo, jak długo włączone jest zasilanie, w odróżnieniu od pamięci dynamicznej (DRAM), która wymaga okresowego odświeżania.
Każdy bit przechowywany jest w pamięci SRAM w układzie zbudowanym z czterech tranzystorów, które tworzą przerzutnik, oraz z dwóch tranzystorów sterujących. Taka struktura umożliwia znacznie szybsze odczytanie bitu niż w pamięci typu DRAM, oraz w przeciwieństwie do pamięci DRAM nie wymaga odświeżania.
Pamięci SRAM wykorzystywane są w szybkich pamięciach podręcznych cache, gdyż nie wymagają one dużych pojemności (gęstość danych w SRAM jest 4 razy mniejsza niż w DRAM), ale prędkość dostępu jest około 7 razy szybsza od DRAM (1 cykl SRAM wynosi około 10 ns, natomiast w DRAM około 70 ns). Szybkość ta dotyczy dostępu swobodnego (czyli kolejne odczytywane dane są ulokowane pod różnymi adresami), w przypadku odczytu danych z sąsiednich komórek adresowych szybkość pamięci SRAM i DRAM jest jednak porównywalna.